# GLORY DAYS (ザ・コレクターズの曲)
「GLORY DAYS」（グローリー・デイズ）は、日本のロックバンド、ザ・コレクターズ(THE COLLECTORS)の8枚目のシングルである。

## 概要
アルバム『MIGHTY BLOW』からのシングル。伊藤銀次のプロデュースとしては、前作「涙のレインボーアイズ」に続く2作目のシングルである。

## 収録曲
- 全曲作詞・作曲：加藤ひさし / 編曲：THE COLLECTORS、伊藤銀次

1. GLORY DAYS
2. 晴れた空カントリーデイ
3. GLORY DAYS (オリジナルカラオケ)

## 収録アルバム
オリジナル・アルバム
- MIGHTY BLOW (#1)

ベスト・アルバム
- SILVER SPRUCE -THE BEST OF THE COLLECTORS AGAIN- (#1)

コンピレーション・アルバム
- RETROSPECTIVE (#2)

紙ジャケット再発盤ボーナス・トラック
- MIGHTY BLOW +7 (#2)

## タイアップ
- 「GLORY DAYS」 - フジテレビ系「猛烈アジア太郎」エンディング・テーマ